# Hot in the Shade
Hot in the Shade je devatenácté studiové album americké rockové skupiny Kiss vydané 17. října 1989.
S 15 skladbami se jedná o nejdelší album skupiny Kiss.
Velký úspěch zaznamenala píseň Forever, která se v Billboard Hot 100 umístila na 8. místě.
Na albu zpívá vlastní píseň Little Caesar bubeník Eric Carr. Hot in the Shade je posledním albem, které Carr s Kiss natočil; v roce 1991 umírá.
Na albu spolupracoval tehdy neznámý Tommy Thayer, který je v současnosti stálým členem Kiss.

## Seznam skladeb
| Základní verze | Základní verze                               | Základní verze                         | Základní verze | Základní verze |
| Pořadí         | Název                                        | Autor                                  | Hlavní zpěvák  | Délka          |
| -------------- | -------------------------------------------- | -------------------------------------- | -------------- | -------------- |
| 1.             | Rise to it                                   | Stanley / Halligan                     | Paul Stanley   | 4:08           |
| 2.             | Betrayed                                     | Simmons / Thayer                       | Gene Simmons   | 3:38           |
| 3.             | Hide Your Heart                              | Stanley / Desmond Child / Holly Knight | Stanley        | 4:25           |
| 4.             | Prisoner of Love                             | Simmons / Bruce Kulick                 | Simmons        | 3:52           |
| 5.             | Read My Body                                 | Stanley / Halligan                     | Stanley        | 3:48           |
| 6.             | Love's a Slap in the Face                    | Simmons / Poncia                       | Simmons        | 4:04           |
| 7.             | Forever                                      | Stanley / Michael Bolton               | Stanley        | 3:52           |
| 8.             | Silver Spoon                                 | Simmons / Poncia                       | Stanley        | 4:38           |
| 9.             | Cadillac Dreams                              | Simmons / Poncia                       | Simmons        | 3:44           |
| 10.            | King of Hearts                               | Stanley / Poncia                       | Stanley        | 4:26           |
| 11.            | The Street Giveth and the Street Taketh Away | Simmons / Tommy Thayer                 | Simmons        | 3:34           |
| 12.            | You Love Me to Hate You                      | Stanley / Child                        | Stanley        | 4:00           |
| 13.            | Somewhere Between Heaven and Hell            | Simmons / Poncia                       | Simmons        | 3:52           |
| 14.            | Little Caesar                                | Carr / Simmons / Mitchell              | Eric Carr      | 3:08           |
| 15.            | Boomerang                                    | Simmons / Kulick                       | Simmons        | 3:30           |
| Celková délka: | Celková délka:                               | Celková délka:                         | Celková délka: | 58:39          |

## Obsazení
- Paul Stanley - rytmická kytara, zpěv
- Gene Simmons - basová kytara, zpěv
- Bruce Kulick - sólová kytara, zpěv
- Eric Carr - bicí, zpěv

## Umístění
| Hitparáda(1989) | Umístění |
| --------------- | -------- |
| Austrálie       | 36       |
| Kanada          | 46       |
| Evropa          | 84       |
| Německo         | 46       |
| Japonsko        | 48       |
| Norsko          | 8        |
| Švédsko         | 29       |
| Švýcarsko       | 13       |
| UK              | 35       |
| USA             | 29       |

| Singl             | Hitparáda (1989)          | Pozice |
| ----------------- | ------------------------- | ------ |
| "Hide Your Heart" | US Mainstream Rock Tracks | 22     |
| "Hide Your Heart" | The Billboard Hot 100     | 66     |
| Singl             | Hitparáda (1990)          | Pozice |
| "Forever"         | Mainstream Rock Tracks    | 17     |
| "Forever"         | The Billboard Hot 100     | 8      |
| "Rise to it"      | Mainstream Rock Tracks    | 40     |
| "Rise to it"      | The Billboard Hot 100     | 81     |